# Oxyna guttatofasciata
Oxyna guttatofasciata är en tvåvingeart som först beskrevs av Friedrich Hermann Loew 1850.  Oxyna guttatofasciata ingår i släktet Oxyna och familjen borrflugor. Inga underarter finns listade i Catalogue of Life.